# Sollevamento pesi ai Giochi della XV Olimpiade
Le competizioni di sollevamento pesi dei Giochi della XV Olimpiade del 1952, disputate in Finlandia, furono considerate valide anche come 34º campionati europei di sollevamento pesi organizzati dalla International Weightlifting Federation, e si svolsero dal 25 al 27 luglio 1952 presso la Messuhalli Hall di Helsinki.
A differenza di Londra 1948 è stata aggiunta una categoria alle 6 già in programma come segue:
| Categoria            | 1948      | 1952      |
| -------------------- | --------- | --------- |
| Pesi gallo           | - 56 kg   | - 56 kg   |
| Pesi piuma           | - 60 kg   | - 60 kg   |
| Pesi leggeri         | - 67,5 kg | - 67,5 kg |
| Pesi medi            | - 75 kg   | - 75 kg   |
| Pesi massimi-leggeri | - 82,5 kg | - 82,5 kg |
| Pesi mediomassimi    |           | - 90 kg   |
| Pesi massimi         | + 82,5 kg | + 90 kg   |

## Podi
| Evento                          | Oro | Perform. | Argento | Perform. | Bronzo | Perform. |
| Pesi gallo (dettagli)           | [[File: Flag of the Soviet Union (1936 – 1955).svg\|class=noviewer\| Unione Sovietica (bandiera)\|border\|20x16px]] Ivan Udodov       | 315,0    | Mahmoud Namdjou | 307,5    | Ali Mirzaei | 300,0    |
| Pesi piuma (dettagli)           | [[File: Flag of the Soviet Union (1936 – 1955).svg\|class=noviewer\| Unione Sovietica (bandiera)\|border\|20x16px]] Rafaėl' Čimiškjan | 337,5    | [[File: Flag of the Soviet Union (1936 – 1955).svg\|class=noviewer\| Unione Sovietica (bandiera)\|border\|20x16px]] Nikolaj Saksonov | 332,5    | Rodney Wilkes | 322,5    |
| Pesi leggeri (dettagli)         | Tommy Kono | 362,5    | [[File: Flag of the Soviet Union (1936 – 1955).svg\|class=noviewer\| Unione Sovietica (bandiera)\|border\|20x16px]] Evgenij Lopatin  | 350,0    | Verdi Barberis | 350,0    |
| Pesi medi (dettagli)            | Peter George | 400,0    | Gerald Gratton | 390,0    | Kim Seong-jip | 382,5    |
| Pesi massimi-leggeri (dettagli) | [[File: Flag of the Soviet Union (1936 – 1955).svg\|class=noviewer\| Unione Sovietica (bandiera)\|border\|20x16px]] Trofim Lomakin    | 417,5    | Stanley Stanczyk | 415,0    | [[File: Flag of the Soviet Union (1936 – 1955).svg\|class=noviewer\| Unione Sovietica (bandiera)\|border\|20x16px]] Arkadij Vorob'ëv | 407,5    |
| Pesi mediomassimi (dettagli)    | Norbert Schemansky | 445,0    | [[File: Flag of the Soviet Union (1936 – 1955).svg\|class=noviewer\| Unione Sovietica (bandiera)\|border\|20x16px]] Grigorij Novak   | 410,0    | Lennox Kilgour | 402,5    |
| Pesi massimi (dettagli)         | John Henry Davis | 460,0    | James Bradford | 437,5    | Humberto Selvetti | 432,5    |

## Medagliere
| Posizione | Paese             |   |   |   | Totale |
| --------- | ----------------- | - | - | - | ------ |
| 1         | Stati Uniti       | 4 | 2 | 0 | 6      |
| 2         | Unione Sovietica  | 3 | 3 | 1 | 7      |
| 3         | Iran              | 0 | 1 | 1 | 2      |
| 4         | Canada            | 0 | 1 | 0 | 1      |
| 5         | Trinidad e Tobago | 0 | 0 | 2 | 2      |
| 6         | Argentina         | 0 | 0 | 1 | 1      |
| 6         | Australia         | 0 | 0 | 1 | 1      |
| 6         | Corea del Sud     | 0 | 0 | 1 | 1      |
| Totale    | Totale            | 7 | 7 | 7 | 21     |